# Alpinia formosana
Alpinia formosana är en enhjärtbladig växtart som beskrevs av Karl Moritz Schumann. Alpinia formosana ingår i släktet Alpinia och familjen Zingiberaceae. Inga underarter finns listade i Catalogue of Life.